# Monsters 6.66
Monsters 6.66 – ósme wydawnictwo z serii Monsters amerykańskiego producenta muzycznego Figure'a, wydane 6 października 2015 roku przez DOOM MUSIC. Jest to album kompilacyjny zawierający utwory z poprzednich wydawnictw i nowe utwory.

## Lista utworów
1. "Aliens" - 5:54
2. "Vampires" - 4:49
3. "Zombies" - 4:51
4. "Frankenstein" (feat. Kanji Kinetic) - 5:36
5. "Boogie Man" - 3:44
6. "Leather Face" - 4:00
7. "The Werewolf" (VIP Edit) - 3:36
8. "The Mummy" (Figure and Gangsta Fun) - 3:18
9. "Mr. Hyde" - 4:10
10. "Monster's Revenge" - 3:46
11. "Werewolf" (Killabits Remix) - 3:50
12. "Boogie Man" (Oblivion Remix) - 5:36
13. "The Mummy" (VIP Edit) (feat. Gangsta Fun) - 4:01
14. "The Grave Yard" - 4:30
15. "The Grave Yard" (Dr. Ozi Remix) - 5:03
16. "Jack the Ripper" (Figure & Bare) - 3:24
17. "The Corpse Grinders" - 3:30
18. "The Corpse Grinders"(Phrenik Remix) - 4:13
19. "Otis" - 3:45
20. "Creepin" (feat. Proe) - 4:03
21. "Creepin" (Alex Sin Remix) - 4:54
22. "Pounds of Blood" (Tommy Lee + Figure) - 4:00
23. "No Turning Back" - 4:51
24. "No Turning Back" (J.Rabbit Remix) - 3:21
25. "Dead or Alive" (feat. Messinain) - 4:11
26. "Michael Myers is Dead" - 4:41
27. "Michael Myers is Dead" (Oscillator Z Remix) - 4:20
28. "Deaths Gospel" (Monsters 4 Intro) (Figure and Brawninoff) - 3:31
29. "The Crypt" (feat. Khadfi Dub) - 4:10
30. "Center of Hell" (Figure and Helicopter Showdown) - 4:01
31. "Nightmares" - 3:10
32. "The Giant Eyeball" - 3:09
33. "The Blob" (Figure and Dirty Deeds) - 4:33
34. "Symphony of the Damned" (Interlude) - 4:44
35. "Living Dead" - 4:27
36. "The Blob Returns" (Figure and Dirty Deeds) - 3:45
37. "You Afraid of the Dark" (feat. Lexi Norton) - 4:52
38. "Ade Due Damballa" - 3:54
39. "The Devil" - 4:45
40. "Cocytus" (Outro) (Figure and Travis Peavler) - 2:35
41. "House on Haunted Hill" (feat. CasOne) - 5:25
42. "Monster Mania" - 4:33
43. "It's Alive" (feat. D - Styles) - 5:09
44. "Friday the 13th" - 5:05
45. "Never Sleep Again" (Interlude) - 1:43
46. "Freddy Krueger" - 4:37
47. "Pumpkinhead" (feat. Kool Keith) - 4:15
48. "Return to House on Haunted Hill" - 3:30
49. "Evil Dead" - 3:29
50. "Pennywise the Clown" (Figure and Brawler feat. Cas One) - 3:28
51. "Jason is Dead" (feat. Bitter Stephens) - 3:27
52. "Creature from the Black Lagoon" (Figure and Dirty Deeds) - 3:36
53. "Stay Out of the Cellar" (Outro) - 2:07
54. "Evil Dead" (Dack Janiels Remix) - 4:02
55. "Freddy Krueger" (Downlink Remix) - 4:13
56. "Pennywise the Clown" (Twofold Remix) (Figure & Brawler feat. Cas One) - 4:31
57. "Pumpkinhead (Lumberjvck Remix) (feat. Kool Keith) - 3:39
58. "The Werewolf" (Midnight Tyrannosaurus Remix) - 6:27
59. "Blood Thirsty" (feat. Cas One & Bitter Stephens) - 4:00
60. "Creatures of the Night" (feat. Bitter Stephens) - 3:34
61. "The Witches Revenge" - 4:51
62. "Trick or Treat" (Figure and 2FAC3D) - 3:45
63. "Goosebumps" (Figure and Brawler) - 3:06
64. "Your Worst Fear" (Figure and Dakota) - 4:16
65. "Torture and Terror" (Figure and Midnight Tyrannosaurus) - 3:50
66. "The Man in the Hallway" - 2:06

utwory bonusowe
1. "Beetlejuice" (Drumstep Mix) - 4:24
2. "Super Mega Death Ray" (Drumstep Mix) - 5:07
3. "This is Halloween" - 3:57
4. "Freddy Krueger" (VIP) - 4:30
5. "Blood Thirsty" (VIP) - 4:24

Wydanie na SoundCloud
1. "The Witches Revenge" - 4:51
2. "Your Worst Fear" (Figure and Dakota) - 4:16
3. "Torture and Terror" (Figure and Midnight Tyrannosaurus) - 3:50
4. "Trick or Treat" (Figure and 2FAC3D) - 3:45
5. "Creatures of the Night" (feat. Bitter Stephens) - 3:34
6. "Goosebumps" (Figure and Brawler) - 3:06
7. "Freddy Krueger" (VIP) - 4:30
8. "The Man in the Hallway" (Outro) - 2:06